# Drapeau de la république socialiste soviétique du Turkménistan

Drapeau de la RSS du Turkménistan (1953-1974)

Drapeau de la RSS du Turkménistan (1974-1991)

Drapeau de 1940 à 1953

Le drapeau de la république socialiste soviétique du Turkménistan est dans les années 1930 similaire à celui de l'Union des républiques socialistes soviétiques : rouge avec dans le coin supérieur gauche le marteau et la faucille d'or.
Entre 1937 et les années 1940, le drapeau est rouge avec les caractères TSSR en or dans le coin supérieur gauche. Puis, les caractères deviennent cyrilliques ТССР.
Enfin, le 1er août 1953, le drapeau de la RSS du Turkménistan est fixé, il sera légèrement modifié en 1974, en rapprochant les insignes communistes de la hampe et en en grossissant l'étoile.
En 2024, les autorités essaient d'effacer les symboles soviétiques, y compris le drapeau de la RSS du Turkménistan.